# 쏙독새목
쏙독새목(Caprimulgiformes)은 전 세계적으로 분포(남극은 제외)하는 조류 목의 하나이다. 머리가 크고 편평하며 목은 짧고 몸은 연한 깃털로 싸여 있다. 다리가 짧고 약하다. 편평하고도 폭이 넓은 부리를 가지며, 밤에 날아다니면서 곤충을 잡아먹는 종류가 많다. 대부분 집다운 집을 짓지 않고, 땅 위나 동굴 안에 알을 낳는다. 쏙독새를 비롯하여 94종이 알려져 있다.

## 하위 분류
- 기름쏙독새과 (Steatornithidae) - 기름쏙독새
- 넓은부리쏙독새과 (Podargidae) - 넓은부리쏙독새, 3개 속에 15종, 별도의 넓은부리쏙독새목(Podargiformes)으로 분류할 수도 한다.
- 포투쏙독새과 (Nyctibiidae) - 포투, 1개 속에 약 5종
- 쏙독새과 (Caprimulgidae)
  - 아메리카쏙독새아과 (Chordeilinae) - 신세계 쏙독새
  - 쏙독새아과 (Caprimulginae) - 일반적인 쏙독새
- 유럽쏙독새과 (Eurostopodidae) - 유럽쏙독새

## 계통 분류
2020년 쿨(Kuhl) 등의 연구에 의한 조류의 계통 분류이다.
| 닭기러기류 | \| \| 닭목 \| \| \| \| \| \| 기러기목 \| \| \| \| |
|            | \| \| 닭목 \| \| \| \| \| \| 기러기목 \| \| \| \| |
|            | 신조류                                            |
|            |                                                   |
|            | 닭목                                              |
|            |                                                   |
|            | 기러기목                                          |
|            |                                                   |

|  | 닭목     |
|  |          |
|  | 기러기목 |
|  |          |

| 닭기러기류 | \| \| 닭목 \| \| \| \| \| \| 기러기목 \| \| \| \| |
|            | \| \| 닭목 \| \| \| \| \| \| 기러기목 \| \| \| \| |
|            | 신조류                                            |
|            |                                                   |
|            | 닭목                                              |
|            |                                                   |
|            | 기러기목                                          |
|            |                                                   |

|  | 닭목     |
|  |          |
|  | 기러기목 |
|  |          |